# مدرسة سيدي موسى الجمني

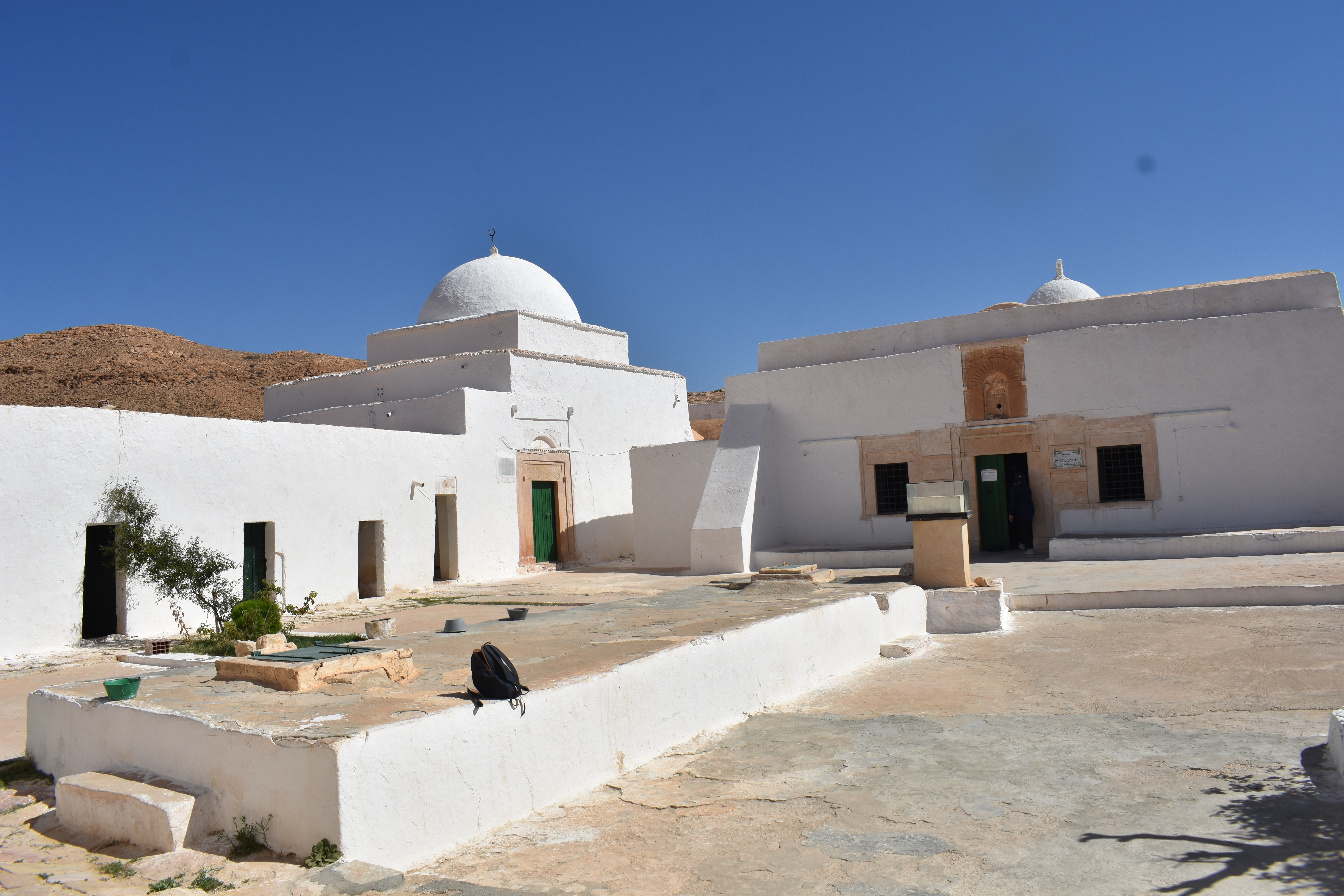
باحة الجامع المدرسة سيدي موسى الجمني

 مدرسة سيدي موسى الجمني  هو معلم أثري تونسي مصنف من قبل المعهد الوطني للتراث يقع في ولاية قابس في الجنوب الشرقي التونسي، تحديدا في مدينة مطماطة القديمة) تم تصنيف المعلم في يوم 26 جانفي 2024 ?المعالم التاريخية والأثرية المرتبة والمحمية للبلاد التونسية]، المعهد الوطني للتراث، 19 فيبراير

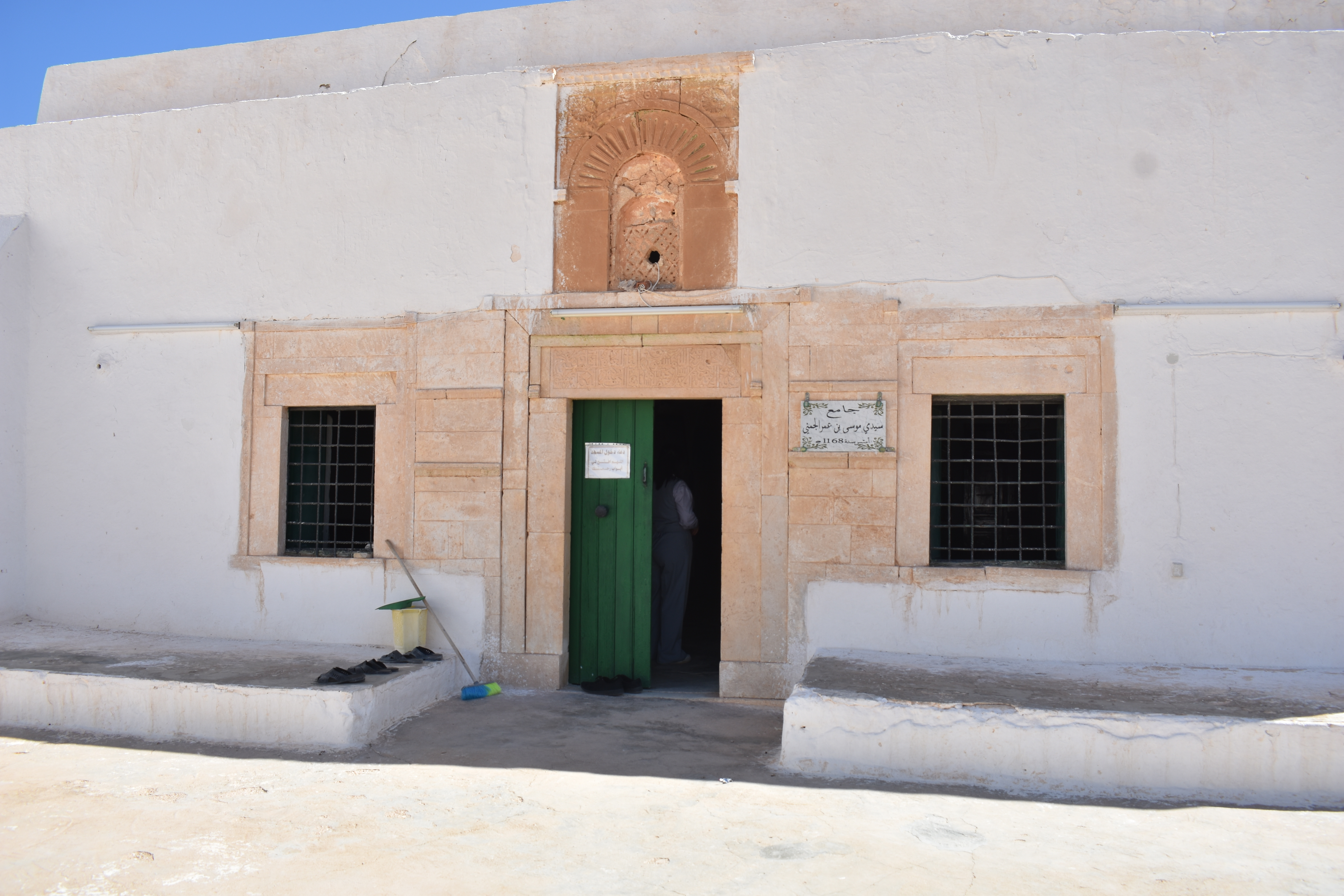
باب الجامع الداخلي

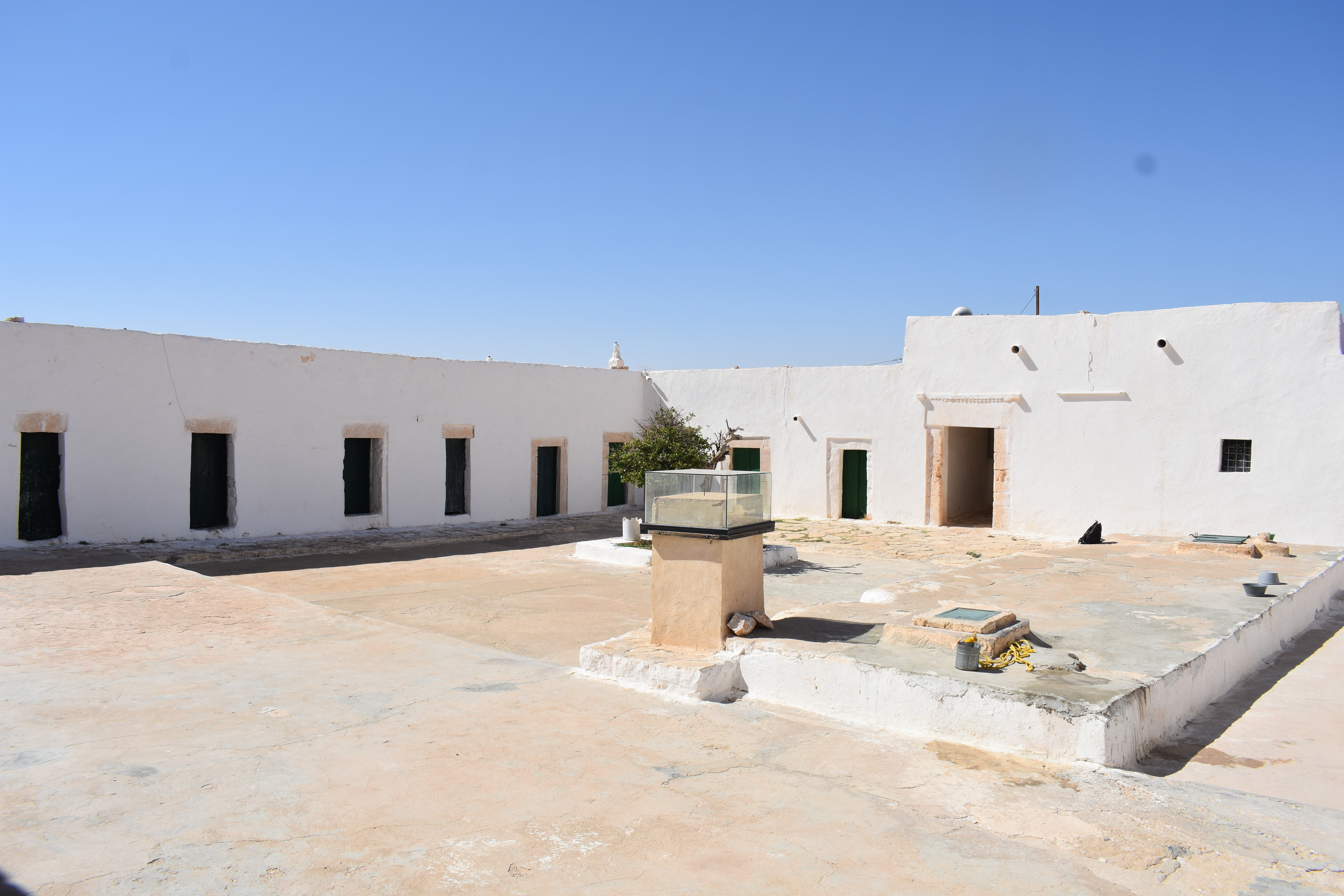

## مقالات ذات صلة
- قائمة المعالم الأثرية المصنفة في تونس